# Dirk Smeesters
D.H.R.V. (Dirk) Smeesters (1974) is een Belgisch psycholoog en voormalig hoogleraar. 
Smeesters studeerde psychologie aan de Katholieke Universiteit Leuven en promoveerde daar in 2003. 
Hij was daarna werkzaam als wetenschappelijk onderzoeker aan de Universiteit van Tilburg.
Sinds 2007 was hij als universitair docent aan de Erasmus Universiteit verbonden en sinds 2010 was hij daar hoogleraar bedrijfskunde met als vakgebied consumentengedrag en maatschappij. Hij was gespecialiseerd in onbewuste beweegredenen van het gedrag van mensen, in het bijzonder van consumenten.
Op 25 juni 2012 nam Smeesters ontslag nadat hij betrapt was op het plegen van wetenschapsfraude. Zelf ontkende hij de fraude en ook het verband met zijn opstappen.